# Streepkopboszanger
De streepkopboszanger (Phylloscopus occipitalis) is een zangvogel uit de familie Phylloscopidae.

## Verspreiding en leefgebied
Deze soort komt voor in Afghanistan, Bangladesh, India, Nepal, Pakistan, Tadzjikistan en Oezbekistan.